# TDRS-9
O TDRS-9, também conhecido por TDRS-I, é um satélite de comunicação geoestacionário estadunidense construído pela Boeing. Ele está localizado na posição orbital de 64,5 graus de longitude oeste e é operado pela NASA. O satélite foi baseado na plataforma BSS-601 e tinha uma expectativa de vida útil estimada de 11 anos.

## Lançamento
O satélite foi lançado com sucesso ao espaço no dia 08 de março de 2002, às 22:59 UTC, por meio de veículo Atlas IIA a partir da Estação da Força Aérea de Cabo Canaveral, na Flórida, EUA. Ele tinha uma massa de lançamento de 3192 kg.